# Герб Ківерцівського району
Герб Кі́верцівського райо́ну — офіційний символ Ківерцівського району Волинської області, затверджений 25 травня 2001 року 15-ю сесією Ківерцівської районної ради XVIII скликання. Автор герба Ківерцівського району: Кузьмич Степан Миколайович(художник-дизайнер)

## Опис герба
Герб Ківерцівського району має форму щита із закругленою нижньою частиною у розмірному співвідношенні ширини до висоти 7:8. Головним елементом герба району є зображення зубра золотого кольору. Щит обрамлений блакитною смугою. Облямівка становить 1/10 від ширини щита. Щит прикрашений золотим декоративним картушем.
Зубр — символ того, що його волинська популяція водиться лише на території району. Зубр символізує процвітання, родючість, силу і здоров'я, історичне та сучасне життя району. Лазур є частиною герба України, символізує мир, волю. Зелень відображає багату природу краю.
Автор герба Ківерцівського району - Кузьмич Степан Миколайович ( художник - дизайнер )